# Кромсдорф
Кромсдорф (нім. Kromsdorf) — громада в Німеччині, розташована в землі Тюрингія. Входить до складу району Ваймарер-Ланд.
Площа — 10,72 км2. Населення становить Невірний параметр metadata 16 071 048 ос. (станом на 31 грудня 2021).